# Goliathus albosignatus
Goliathus albosignatus é uma espécie de besouro da família Scarabaeidae. Medem cerca de 45-70 mm (macho) e 40-50 mm (fêmea). As espécies estão representadas em Tanzânia, Moçambique, Zimbábue e África do Sul.